# Altmühltaler Getränke
Die Altmühltaler Getränke GmbH (vormals Altmühltaler Mineralbrunnen GmbH, früher Schäff oder Schaeff) ist ein deutscher Getränkehersteller mit Sitz in Treuchtlingen. Seit November 2022 gehört das  Unternehmen zu Aldi-Nord.

## Geschichte
Ursprung der Gruppe ist eine 1364 gegründete Treuchtlinger Brauerei. Später ging die Brauerei an die Markgrafen von Brandenburg-Ansbach. Diese führten 1664 einen Bierzwang ein: sämtliche Gaststätten hatten das Bier aus dieser markgräflichen Brauerei zu beziehen. 1792 ging die Markgrafschaft in preußischen Besitz über und mit ihr die Brauerei. Der Bierzwang wurde darauf aufgehoben und die Brauerei 1797 an den Privatmann Johann Georg Feldner verkauft. Bis 1897 blieb die Brauerei im Besitz seiner Familie, die durch Heirat nun Huß hieß. Nach einem Verkauf firmierte das Unternehmen als Schäffbräu. 1979 erwarb Schäffbräu den Nordflügel des Treuchtlinger Stadtschlosses, renovierte ihn 1984/85 und errichtete einen neuen Westflügel, in den ein Kurhotel samt eigener Thermalquelle einzog. Die Bierproduktion wurde 2005 eingestellt.

## Entwicklung
1994 wurde in Baruth/Mark eine neue Quelle erbohrt und 1995 eine Abfüllanlage errichtet, in der vor allem Mineralwasser und kohlensäurehaltige Erfrischungsgetränke hergestellt werden. Zunächst wurde in Einweg-Glasflaschen abgefüllt, ab Anfang 2000 wurden die fünf Abfüll-Linien nach und nach auf PET-Flaschen umgestellt.
Der Mineralwasser- und Erfrischungsgetränkehersteller Rickertsen aus Reinbek bei Hamburg wurde 1998 an die May-Werke in Erftstadt-Köttingen verkauft. Seit 2001 gehört er zur Hermann Pfanner Getränke GmbH. Die Firmierung lautet nun Rickertsen Produktionsgesellschaft m.b.H.
Im Jahr 2016 wurde die Heil- und Mineralquellen Germete GmbH in Warburg-Germete übernommen. Im Sommer 2022 wurde diese an die Krombacher-Gruppe veräußert. Die eigenen Marken wurden weiter produziert, die Lohnproduktion für den Lebensmittelhandel wurde aufgegeben. Ebenfalls im Sommer 2022 sollte das Werk in Baruth/Mark zum 31. Juli 2022 geschlossen werden. Der Standort in Baruth mit der Marke Vitaqua konnte dann allerdings an ein Konsortium aus Red Bull und Rauch verkauft werden.
Die beiden anderen Mineralbrunnen in Treuchtlingen und Breuna sowie die Verwaltung in Treuchtlingen übernahm im November 2022 der deutsche Lebensmitteldiscounter Aldi Nord. Die Freigabe durch das Bundeskartellamt wurde am 1. Dezember 2022 erteilt.
Zur Unternehmensgruppe gehören:
- Altmühltaler Mineralbrunnen GmbH, Treuchtlingen
- Vitaqua GmbH, Breuna

Ehemals zur Unternehmensgruppe gehörten:
- Heil- und Mineralquellen Germete GmbH, Warburg
- Brandenburger Urstromquelle GmbH & Co. KG, Baruth

## Kontroversen
1978 wurde Seniorchef Friedrich Schäff wegen Bierpanschens mit Farbstoff strafrechtlich verurteilt. 1983 mischte er Monobromessigsäure in sauer werdendes Bier, um es vor dem völligen Umkippen zu bewahren, und wurde für diesen erneuten Verstoß vom Amtsgericht Weißenburg mit einer Geldstrafe von 45.000 DM belegt. Der Verein zur Förderung mittelständischer Privatbrauereien schloss daraufhin 1985 die damalige Schäff-Bräu GmbH & Co. KG aus.
Wegen erhöhter radioaktiver Belastung ist das Mineralwasser der zur Schäff-Gruppe gehörenden Riedbach-Quelle 2006 beim Bundesamt für Strahlenschutz (BfS) mit einem Messwert von 539 µSv pro Jahr aufgefallen. Der Vorsorgerichtwert für Säuglinge beträgt 100 µSv pro Jahr. Der Dosiswert für Erwachsene wurde jedoch nicht überschritten.
Die Stiftung Warentest bemängelte 2008 den hohen Acetaldehyd-Gehalt (30,5 μg/l) bei den Wässern Baruther Johannesbrunnen und Brandenburger Urstromquelle (der selbstgesetzte Grenzwert der Mineralwasserbranche beträgt 10 μg/l).
Wegen zu hoher Keimbelastung musste im Juli 2008 das Schäff-Unternehmen Altmühltaler Mineralbrunnen GmbH Wasser der Marke Altmühltaler – Stilles Mineralwasser zurückrufen.
Umstritten ist die Gruppe wegen Behinderung gewerkschaftlicher Betätigung und dem Unterlaufen von Tarifverträgen durch intensiven Einsatz von Leiharbeitern. Zuvor im Unternehmen ausgebildete Fachkräfte wie Mechatroniker, Lagerlogistiker, Lebensmitteltechniker etc. wurden nach erfolgreichem Abschluss ihrer Ausbildung entlassen und beim unternehmenseigenen Personalvermittler, BUQ Personal, neu angestellt.
Zum 1. Januar 2017 übernahm Altmühltaler die Flämingquelle in Wiesenburg von Gehring-Bunte, um das Werk kurz darauf mitsamt 30 Beschäftigten zu schließen. Die Mitarbeiter unterschrieben noch am 4. Januar 2017 eine Vereinbarung mit dem neuen Eigentümer und verzichteten auf Ansprüche. Einen Tag später verkündete der Geschäftsführer das Ende der Produktion. Es wurde seitens der Gewerkschaft Nahrung Genuss Gaststätten Berlin-Brandenburg geprüft, inwieweit Betrugsabsichten vorlagen, die strafrechtliche Relevanz gehabt hätten. Über den Ausgang der Prüfung ist nichts bekannt.